# 索科利夫 (卡緬卡-布濟卡區)
49°58′44″N 24°22′43″E / 49.97889°N 24.37861°E
索科利夫（烏克蘭語：Соколів），是烏克蘭西部的村莊，隸屬利維夫州的利維夫區。該村始建於1936年，面積5.85平方公里，海拔高度233米，2001年人口362，人口密度每平方公里61.88人。